# Повстання (футбольний клуб)
«Повстання» — радянський футбольний клуб з міста Татарбунари. Одна з найтитулованіших команд Одеського регіону в період радянської окупації України. Рекордсмен за кількістю перемог у Кубку Одеської області.

## Історія
Футбольний клуб «Повстання» було створено Героєм Соціалістичної Праці Василем Туром у 1960-х роках. Команді довго вдавалося здобувати результат не тільки на обласному, а й на всесоюзному рівні, перебуваючи і серед кращих сільських колективів СРСР, і в першості країни серед колективів фізкультури. Місто Татарбунари завдяки Василю Туру отримало визнання в футболі. Саме тому сюди з'їжджалися команди з усього Радянського Союзу на всесоюзний турнір «Дружба», заснований особисто головою колгоспу 1979 року. Цим турніром, власне, і завершилася футбольна епоха Тура. У липні 1986-го Василя Захаровича не стало, і турнір того року було проведено останній раз вже не на його призи, а в пам'ять про нього.
У «Повстанні» завершували ігрову кар'єру колишні зірки одеського «Чорноморця» Анатолій Колдаков, Георгій Городенко, починав шлях майбутній майстер — Леонід Гайдаржи.

## Титули і досягнення
Чемпіонат Одеської області:
- Чемпіон (5) — 1967, 1968, 1969, 1970, 1976
- Срібний призер (3) — 1971, 1973, 1977

Кубок Одеської області:
- Володар (6) — 1966, 1967, 1969, 1971, 1976, 1980
- Фіналіст (1) — 1965